# Крістііна Егін
Крістііна Егін (ест. Kristiina Ehin; *18 липня 1977, Рапла) — естонська поетеса та перекладачка.

## Життєпис
Народилася 18 липня 1977 року в місті Раппа, Естонія, в родині Андреса Егіна та Ly Seppdel. Навчалася в Тартуському університеті за спеціальністю філологія. У 2004 році вона здобула ступінь магістра у галузі естонської мови та фольклору в Тартуському університеті. Тема її магістерської роботи була «Можливості інтерпретації найстаріших і новіших лідів Естонії з жіночо-релігійної перспективи». Вона працювала вчителем у школі Водья. Ехін співала в ансамблі Sinimaniseele, а з 2012 року — в ансамблі Naised Köögis (у перекладі: «Жінки на кухні»), учасницями якого є Катрін Лайдре, Софія Йоонс та Кайрі Лейво. У 2012 році вона представляла Естонію на супутній події Літніх Олімпійських ігор у Лондоні — поетичному фестивалі Poetry Parnassus, який проходив з 26 червня по 1 липня 2012 року.
У 2015—2016 роках Ехін обіймала посаду професора гуманітарних наук у Тартуському університеті.
Одружена з Сильвером Сеппом (Silver Sepp). Пише естонською та англійською.